# Tewa
Tewa är ett puebloindianskt folk i sydvästra USA, de talar olika dialekter av tewa, som är ett språk tillhörigt språkfamiljen kiowa-tanoan.
Tewa befolkar sex pueblos:
- Nambe Pueblo
- San Ildefonso Pueblo
- San Juan Pueblo
- Santa Clara Pueblo
- Pojoaque Pueblo
- Tesuque Pueblo

Till tewafolket hör även hopi-tewa vilka talar en dialekt av tewa, men tillhör hopisamhället.